# Klemen Vilhar
Klemen Vilhar (* 5. Februar 1998) ist ein slowenischer Leichtathlet, der sich auf den Hindernislauf spezialisiert hat.

## Sportliche Laufbahn
Erste internationale Erfahrungen sammelte Klemen Vilhar im Jahr 2015, als er bei den Jugend-Balkan-Meisterschaften in Sremska Mitrovica in 4:14,06 min den achten Platz im 1500-Meter-Lauf belegte. 2018 gelangte er bei den Balkan-Meisterschaften in Stara Sagora mit 10:03,16 min auf den zehnten Platz über 3000 m Hindernis und im Jahr darauf schied er bei der Sommer-Universiade in Neapel mit 9:42,40 min im Vorlauf aus. 2023 wurde er bei der 2. Liga der Team-Europameisterschaft im Rahmen der Europaspiele in Chorzów in 9:04,33 min Zehnter im Hindernislauf, ehe er bei den Balkan-Meisterschaften in Kraljevo in 9:09,31 min den sechsten Platz belegte. Daraufhin gelangte er bei den World University Games in Chengdu mit 9:27,84 min auf Rang 13. Im Jahr darauf belegte er bei den Balkan-Meisterschaften in Izmir in 9:12,51 min den sechsten Platz. 2025 wurde er bei der 2. Liga der Team-Europameisterschaft in Maribor in 9:10,39 min Neunter, ehe er bei den Balkan-Meisterschaften in Volos in 9:15,01 min den vierten Platz belegte. 
In den Jahren von 2021 bis 2023 sowie 2025 wurde Vilhar slowenischer Meister im Hindernislauf.

## Persönliche Bestleistungen
- 1500 Meter: 3:55,16 min, 4. Juli 2023 in Novo Mesto
- 3000 Meter: 8:32,41 min, 27. Mai 2023 in Slovenska Bistrica
  - 3000 Meter (Halle): 8:33,88 min, 18. Februar 2024 in Novo Mesto
- 3000 m Hindernis: 9:02,06 min, 22. Juni 2024 in Wien